# Emil Adolf von Behring
Emil Adolf von Behring (Hansdorf, 15 maart 1854 – Marburg, 31 maart 1917) was een Duits medicus. Behring won als eerste in 1901 de Nobelprijs voor de Fysiologie of Geneeskunde door zijn ontwikkeling van een serum tegen difterie en tetanus. Vanwege deze prestatie werd hij ook in de adelstand verheven.

## Biografie
Emil Adolf Behring werd geboren in Hansdorf, het huidige Lawice in Polen, als oudste zoon uit het tweede huwelijk van een schoolmeester dat in totaal dertien kinderen telde. Tussen 1874 en 1878 studeerde hij in Berlijn voor arts bij het Duitse leger omdat zijn armlastige familie het niet kon veroorloven hem naar een universiteit te sturen. Wel werd hij lid van de studentenvereniging Corps Suevo-Borussia Berlin. Hij was voornamelijk een militaire geneesheer. Na zijn militaire carrière als legerarts werd hij in 1889 overgeplaatst naar het Instituut voor Hygiëne in Berlijn. Hij was hier enkele jaren assistent van Robert Koch. In 1894 werd hij hoogleraar hygiëne aan de Universiteit van Halle en het jaar erop aan die van Marburg, waar hij de rest van zijn leven zou aanblijven.
In 1896 huwde Behring de toen achttienjarige Else Spinola, dochter van de directeur van een Berlijns ziekenhuis. Ze kregen zeven kinderen.

## Werk
Behrings vroege onderzoek betrof septische ziekten en antibiotica. Samen met de Japanner Shibasaburo Kitasato ontwikkelde hij het procédé van antitoxische immuniteit: ze maakten een dier immuun tegen tetanus door het in te enten met het bloedserum van een dier dat reeds met tetanuskiemen was besmet. Dezelfde techniek paste Behring toe toen hij in 1890 het antiserum ontdekte tegen difterie, waardoor hij een grote reputatie kreeg, mede ook door zijn bijdragen in de studie van immuniteit. Samen met Paul Ehrlich zorgde hij ervoor dat het vaccin commercieel beschikbaar kwam. Later deed hij onderzoek naar tetanus en bovi-tuberculose.
Zowel hij als de farmacoloog Hans Horst Meyer hadden hun laboratorium in hetzelfde universiteitsgebouw en Behring stimuleerde Meyers interesse in de werkingswijze van het tetanustoxine.
Van 1901 af belette Behrings gezondheid hem om nog langer college aan studenten te geven en legde hij zich volledig toe op de studie van tuberculose. Ter ondersteuning van zijn werk bouwde hij een commercieel bedrijf, waarin hij een financieel belang had, voor hem een nieuw, goed uitgerust laboratorium in Marburg en in 1914 richtte hij – ook in Marburg – de "Behring-Werk oHG" op voor de grootschalige productie van serums en vaccins. Behring overleed op 31 maart 1917.
1901: Behring · 
1902: Ross · 
1903: Finsen · 
1904: Pavlov · 
1905: Koch · 
1906: Golgi, Ramón y Cajal · 
1907: Laveran · 
1908: Mechnikov, Ehrlich · 
1909: Kocher · 
1910: Kossel · 
1911: Gullstrand · 
1912: Carrel · 
1913: Richet ·
1914: Bárány · 
1919: Bordet · 
1920: Krogh · 
1922: Hill, Meyerhof · 
1923: Banting, Macleod · 
1924: Einthoven ·
1926: Fibiger · 
1927: Wagner-Jauregg · 
1928: Nicolle · 
1929: Eijkman, Hopkins · 
1930: Landsteiner · 
1931: Warburg · 
1932: Sherrington, Adrian · 
1933: Morgan · 
1934: Whipple, Minot, Murphy · 
1935: Spemann · 
1936: Dale, Loewi · 
1937: Szent-Györgyi · 
1938: Heymans · 
1939: Domagk · 
1943: Dam, Doisy · 
1944: Erlanger, Gasser · 
1945: Fleming, Chain, Florey · 
1946: Muller · 
1947: C. Cori, G. Cori, Houssay · 
1948: Müller · 
1949: Hess, Moniz · 
1950: Kendall, Reichstein, Hench · 
1951: Theiler · 
1952: Waksman · 
1953: Krebs,Lipmann ·
1954: Enders, Weller, Robbins · 
1955: Theorell · 
1956: Cournand, Forssmann, Richards · 
1957: Bovet · 
1958: Beadle, Tatum, Lederberg · 
1959: Ochoa, Kornberg · 
1960: Burnet, Medawar · 
1961: Békésy · 
1962: Crick, Watson, Wilkins · 
1963: Eccles, Hodgkin, Huxley · 
1964: Bloch, Lynen · 
1965: Jacob, Lwoff, Monod · 
1966: Rous, Huggins · 
1967: Granit, Hartline, Wald · 
1968: Holley, Khorana, Nirenberg · 
1969: Delbrück, Hershey, Luria · 
1970: Katz, Euler, Axelrod · 
1971: Sutherland · 
1972: Edelman, Porter · 
1973: Frisch, Lorenz, Tinbergen · 
1974: Claude, De Duve, Palade · 
1975: Baltimore, Dulbecco, Temin ·
1976: Blumberg, Gajdusek · 
1977: Guillemin, Schally, Yalow · 
1978: Arber, Nathans, Smith · 
1979: Cormack, Hounsfield · 
1980: Benacerraf, Dausset, Snell · 
1981: Sperry, Hubel, Wiesel · 
1982: Bergström, Samuelsson, Vane · 
1983: McClintock · 
1984: Jerne, Köhler, Milstein · 
1985: Brown, Goldstein · 
1986: Cohen, Levi-Montalcini · 
1987: Tonegawa · 
1988: Black, Elion, Hitchings · 
1989: Bishop, Varmus · 
1990: Murray, Thomas · 
1991: Neher, Sakmann · 
1992: Fischer, Krebs · 
1993: Roberts, Sharp · 
1994: Gilman, Rodbell · 
1995: Lewis, Nüsslein-Volhard, Wieschaus · 
1996: Doherty, Zinkernagel · 
1997: Prusiner · 
1998: Furchgott, Ignarro, Murad · 
1999: Blobel · 
2000: Carlsson, Greengard, Kandel ·
2001: Hartwell, Hunt, Nurse · 
2002: Brenner, Horvitz, Sulston · 
2003: Lauterbur, Mansfield · 
2004: Axel, Buck · 
2005: Marshall, Warren ·
2006: Fire, Mello ·
2007: Capecchi, Smithies, Evans ·
2008: Zur Hausen, Barré–Sinoussi, Montagnier ·
2009: Blackburn, Greider, Szostak ·
2010: Edwards ·
2011: Beutler, Hoffmann, Steinman ·
2012: Gurdon, Yamanaka ·
2013: Rothman, Schekman, Südhof ·
2014: O'Keefe, Moser, Moser ·
2015: Campbell, Omura, Tu ·
2016: Osumi ·
2017: Hall, Rosbash, Young ·
2018: Allison, Honjo ·
2019: Kaelin, Ratcliffe, Semenza ·
2020: Alter, Houghton, Rice ·
2021: Julius, Patapoutian ·
2022: Pääbo ·
2023: Karikó, Weissman ·
2024: Ambros, Ruvkun